# Teko Modise
Teko Tsholofelo Modise, född 22 december 1982 i Soweto, Gauteng, är en sydafrikansk fotbollsspelare. Han har tidigare spelat för det sydafrikanska landslaget.
Han debuterade för Mamelodi Sundowns den 2 februari 2011, i en 2–0-vinst över Moroka Swallows.